# Croton argyranthemus
Croton argyranthemus là một loài thực vật có hoa trong họ Đại kích. Loài này được Michx. mô tả khoa học đầu tiên năm 1803.